# Favara (Italia)

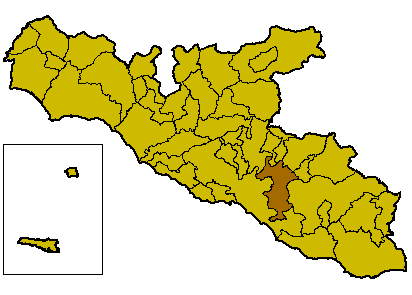
Ubicación de la ciudad de Favara dentro de la provincia de Agrigento.

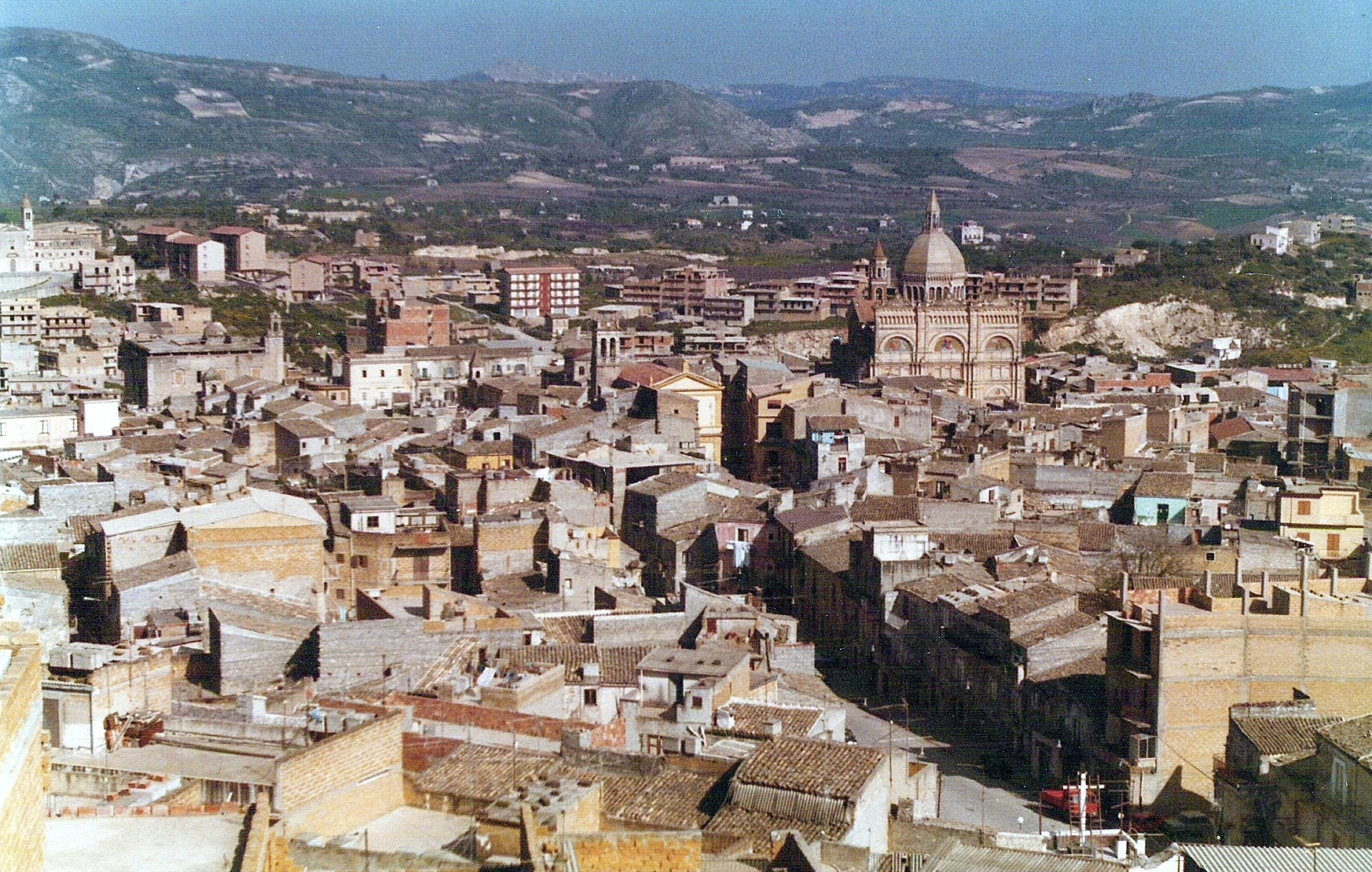
Favara.

Favara es una localidad italiana de la provincia de Agrigento, región de Sicilia,  con 33.651 habitantes.

## Evolución demográfica
| Gráfica de evolución demográfica de Favara entre 1861 y 2001 |
|                                                              |
| Fuente ISTAT - elaboración gráfica de Wikipedia              |

## Ciudades Hermanadas
| - Andújar, España |